# ایلکو سینت‌نیکولاس
ایلکو سینت‌نیکولاس (هلندی: Eelco Sintnicolaas؛ زادهٔ ۷ آوریل ۱۹۸۷) ورزشکار دهگانه اهل هلند است.